# Адольф Ваґнер (важкоатлет)
Адольф Ваґнер (нім. Adolf Wagner, 27 червня 1911 — 9 квітня 1984) — німецький важкоатлет.
Бронзовий призер Олімпійських Ігор 1936 року в середній вазі.